# مناره آجری
مناره آجُری یکی از آثار باستانی شهر خرم‌آباد و متعلق به قرن چهارم هجری قمری می‌باشد. این بنا با قدمتی حدود ۹۰۰ سال در جنوب خرم‌آباد و در کنار مکان شهر قدیمی شاپورخواست بر روی پایه سنگی بنا شده و حدود ۳۰ متر ارتفاع دارد. قطر سطح تحتانی آن ۵٫۴ متر است و با پیمودن ۹۹ پله دورانی می‌توان به بام مناره صعود نمود. بقایای معماری سنگ و گچ با دیوارهای ضخیم در مجاورت مناره (پارک، میدان شقایق فعلی) بیانگر وجود تأسیساتی نظیر کاروانسرا و مسجد و ... گرداگرد بنا در گذشته می‌باشد. با توجه به سبک معماری بنا، احتمالاً تاریخ ساخت آن به دوره فرمانروائی دیلیمان برمیگردد. بلندای آن بر اثر عوامل طبیعی کاهش یافته و اکنون با احتساب پایه سنگی، ارتفاع آن به ۳۰ متر می‌رسد. قطر بنا در پائین‌ترین قسمت به ۵٫۴ متر کاهش می‌یابد. فضای داخلی آن از ۹۹ پله تشکیل شده‌است. ورودی مناره در جبهه غربی روی سطح پایه قرار گرفته‌است. این بنا مربوط به دوره آل بویه (دیلمیان) می‌باشد. این اثر به شماره ۳۷۶ در فهرست آثار ملی ایران ثبت شده‌است.

## کاربرد
از این مناره آجری برای هدایت کاروان‌هایی که به سمت شهر باستانی شاپورخواست می‌آمده‌اند، استفاده می‌شده‌است. هم‌اکنون نیز از فراز آن می‌توان دورترین چشم‌اندازهای شهر را مشاهده کرد. در گذشته کاروان‌های زیادی به کمک این مناره راه خود را پیدا کرده‌اند و دیده‌بان‌های زیادی از بالای آن دشمن را دیده‌اند و مردم را به موقع از خطر حمله آگاه کرده‌اند.